# Hiroya Saitō
Hiroya Saitō (japanska 斉藤 浩哉), 1 september 1970  i Yoichi, Shiribeshi subprefektur på ön Hokkaido, är en japansk tidigare backhoppare som tävlade för Yukijirushi Nyūgyō (japanska: 雪印乳業株式会社 engelska: Snow Brand Milk Products Co. Ltd). Han är för närvarande backhoppstränare.

## Karriär
Hiroya Saitō debuterade i Världscupen i backhoppning i hemstaden Sapporo 14 december 1991. De första världscup-poängen kom två år senare i Oberstdorf under Tysk-österrikiska backhopparveckan 1993. Efter ytterligare två år kom den första placeringen bland de tio bästa i en deltävling i världscupen. Han uppnådde en sjätteplats i normalbacken i Sapporo 1995. Placeringen säkrade honom en plats i det japanske backhoppningslaget under VM 1995 i Thunder Bay, där han tog en överraskande silvermedalj i normalbacken, bara slagen av landsmannen Takanobu Okabe. Saitō var också med på att ta bronsmedalj i VM 1995 för Japan i laghoppningen (efter Finland och Tyskland).
Saitō tog sin första världscupseger i Chamonix 17 december 1995. Efter denna placering, kom Saitō ofta bland de tio bästa i världscuptävlingar. Som bäst sammanlagt i världscupen blev han nummer fem två gånger, säsongerna 1995/1996 och 1996/1997. Han var som bäst fjärdeman i Tysk-österrikiska backhopparveckan 1995/1996. 2 februari 1997 tog han sin andra seger i en deltävling i Världscupen i Willingen.
Under VM 1997 i Trondheim tog Hiroya Saitō sin tredje VM-medalj, silver i laghoppning. Det japanska laget bestod av Kazuyoshi Funaki, Takanobu Okabe, Masahiko Harada och Hiroya Saitō. Finland vann tävlingen med god marginal - 50,3 poäng.
Karriärens höjdpunkt var tveklöst segern i laghoppningen under OS 1998 i Nagano, framför hemmapubliken, där Japan vann med 35,6 poäng före Tyskland och 51,5 poäng före österrikiska bronsmedaljörerna. Det japanska laget, var identiskt med laget som tog VM-silvret året innan i Trondheim.
Saitō har tävlat 6 säsonger i Sommar-Grand-Prix. Som bäst blev han nummer 11 1995.
Hiroya Saitō deltog i sin sista världscuptävling 26 januari 2002. Han avslutade sin aktiva backhoppningskarriär 2003.

## Senare karriär
Efter avslutad aktiv backhoppningskarriär blev Saitō assistenttränare i Yukijirushi Nyūgyō, skidföreningen han hade tävlat för i den aktiva karriären. Han blev chefstränare 2006. Från säsongen är han tränare för japanska landslaget tillsammans med bland annat Masahiko Harada, Hideharu Miyahira och Kenji Suda.